# Alan Ruck
Alan Douglas Ruck (Cleveland, Ohio, 1 de julio de 1956) es un actor estadounidense de cine, teatro y televisión. Sus papeles más conocidos son como Cameron Frye en Ferris Bueller's Day Off, Stuart Bondek en Spin City y Connor Roy en Succession.

## Primeros años
Ruck nació en Cleveland, Ohio. Asistió a la escuela secundaria Parma Senior localizada en Parma, Ohio, y se graduó de la Universidad de Illinois en Urbana-Champaign, con especialización en teatro.

«Después de la escuela, fui a Chicago, porque realmente no conocía a nadie en Nueva York o Los Ángeles, y conocía personas que estaban haciendo obras en Chicago. Así que fui allí, y me quedé por un tiempo. Y supongo que cerca de un año después de que yo salí de la escuela, tuve mi primer trabajo».
Alan Ruck.

Ruck hizo su debut en Broadway en 1985 en Biloxi Blues con Neil Simon y Matthew Broderick. Al principio, Ruck fue un destacado actor de teatro en numerosos teatros de todo el país, incluyendo el Wisdom Brige Theatre en Chicago. En su primera incursión en el cine, Ruck apareció en Class y Hard Knocks, como también en películas de televisión.

## Carrera
Ruck es quizás principalmente conocido por su papel como Cameron Frye, el mejor amigo hipocondríaco de Ferris Bueller en Ferris Bueller's Day Off (Ruck tenía 30 años cuando interpretó a Cameron de 17 años), y como Stuart Bondek, el lujurioso funcionario hambriento de poder del personal de la alcaldía en la exitosa comedia de ABC Spin City, que se desarrolló entre 1996 y 2002.
Su primer papel en una película fue en el drama de 1983 Bad Boys, lanzada el 25 de marzo de ese año, donde interpretó a Carl Brennan, el amigo del personaje de Sean Penn en la cinta. El mismo año, interpretó a Roger Jackson en Class. Otro de sus papeles en películas fue en Three for the Road. Un año más tarde pasaba a los escenarios de Broadway acompañando a Matthew Broderick en Biloxi Blues, de Neil Simon.
Ruck luego apareció en la comedia de 1989 Three Fugitivies. Después de eso, interpretó un papel importante como Hendry William French en Young Guns II, la secuela de 1990 de Young Guns. También interpretó al Capitán John Harriman en la película de 1994 Star Trek Generations, un papel que repitió con su compañero de trabajo Walter Koenig y en la película Of Gods and Men. También interpretó a un turista molesto llamado Doug Stephens en un bus malogrado en Speed, y fue uno de los rehenes en el ascensor al principio de la película. Otro papel fue el del cazador de tormentas Robert 'Rabbit' Nurick en la película Twister, de 1996.
Entre 1990 y 1991, Ruck interpretó a Charlie Davis en la serie Going Places. Debido a los bajos índices de audiencia, ABC canceló la serie después de una temporada de 22 episodios. Desde 1996 hasta 2002, interpretó a Stuart Bondek en la serie Spin City, junto a Michael J. Fox y más tarde, con Charlie Sheen. En 2005, interpretó a Leo Bloom en la versión de Broadway de The Producers, de Mel Brooks, junto con Matthew Broderick.
Ruck fue elegido para el piloto la serie de Fox Network Drive, pero no apareció en la serie. También estelarizó un episodio de la comedia Stella en el papel de Richard, un hombre buscando trabajo. Luego apareció en el episodio 9 de la segunda temporada de Scrubs como un paciente, e interpretó a un periodista, Steve Jacobson, en la miniserie de ESPN The Bronx Is Burning.
En 2006, Ruck trabajó como invitado en un episodio de Stargate Atlantis llamado "The Real World". En 2007, en Kickin' It Old Skool, aparece como el Doctor Frye, una posible conexión con su personaje Cameron Frye. Él menciona que todavía está tratando de pagar un viejo Ferrari, una referencia a Cameron en Ferris Bueller's Day Off.
Ruck interpretó al fantasma de un hombre de familia en la película de 2008 Ghost Town, protagonizada por Ricky Gervais. En 2009, tuvo un papel secundario como un hombre casado, Frank, en Cougar Town, en el episodio 8. En su papel, tiene problemas con su matrimonio debido a que le gusta Jules, interpretada por Courteney Cox.
Tuvo un pequeño rol en la película de M. Night Shyamalan The Happening, de 2008. Más adelante interpretó a Dean Bowman en la fraternidad de la universidad en GRΣΣK. Apareció en un papel de invitado como un geólogo en un episodio de Eureka. Además, interpretó al señor Cooverman en la película I Love You, Beth Cooper. En 2009, Ruck grabó el drama Extraordinary Measures en Portland, Oregón, con Harrison Ford.
Ruck luego apareció como un ladrón de bancos en un episodio de la tercera temporada de la serie Psych, y como un abogado en la quinta temporada de la serie Boston Legal. Luego, interpretó a Martin, un reportero de revista, en un episodio de Ruby & The Rockits titulado "We Are Family?". En 2010, fue invitado estrella en un episodio de Justified, titulado "Long in the Tooth".
Ruck fue elegido como personaje principal en la serie de misterio y drama de 2010 Persons Unknown. También apareció como invitado en la serie Fringe como un científico convertido en criminal, en NCIS: Los Angeles, en el episodio de la segunda temporada titulado "Borderline", y estelarizó como un contador lavador de dinero convertido en dentista en un episodio de Justified titulado "Long in the Tooth". También apareció en el episodio "In The Midnight Hour" de la quinta temporada de la serie Grey's Anatomy.
En 2012, Ruck fue elegido para la serie de ABC Family Bunheads como el esposo del personaje de Sutton Foster, Michelle. En 2013 apareció como invitado en el episodio de la temporada 11 de NCIS titulado "Gut Check".
En 2016, Ruck apareció como Henry Rance en 10 episodios de la serie El exorcista, basada en la película del mismo nombre. Su personaje (que sufrió un leve daño cerebral en un accidente no explicado) es el esposo de Angela Rance (interpretada por Geena Davis), la versión adulta de Regan MacNeil, la chica tortura (interpretada por Linda Blair) que es poseída por un demonio en el clásico film de 1973 El exorcista. Esta adaptación de la Fox es una continuación y está "inspirada" por la novela best-seller de William Peter Blatty de 1971. En esta versión, el demonio que poseyó a Regan/Angela de niña no murió como en el final de la película, sino que habita dentro de una de sus hijas. En la serie, nuevamente, tienen que pedir ayuda a curas practicantes del exorcismo (interpretados por Alfonso Herrera y Ben Daniels). La madre de Regan/Angela Chris MacNeil (encarnada por la recurrente estrella invitada Sharon Gless y por Ellen Burstyn en la película) es bienvenida por el resto de la familia, pero completamente despreciada por la hija poseída.
Desde 2018 interpreta a Connor Roy, uno de los personajes principales, en la serie de HBO Succession.

## Vida personal
Ruck se casó con Claudia Stefany en 1984, y tuvo dos hijos con ella, Emma y Sam. Se divorciaron en 2005. Se casó luego con la actriz Mireille Enos el 4 de enero de 2008. Enos dio a luz a su hija Vesper Vivianne el 23 de septiembre de 2010. Su hijo Larkin nació en julio de 2014.

## Filmografía

### Cine
| Año  | Título                     | Rol                    | Notas |
| ---- | -------------------------- | ---------------------- | ----- |
| 1983 | Bad Boys                   | Carl Brennan           |       |
| 1983 | Class                      | Roger Jackson          |       |
| 1986 | Ferris Bueller's Day Off   | Cameron Frye           |       |
| 1987 | Three for the Road         | T.S.                   |       |
| 1988 | Shooter                    | Stork O'Connor         |       |
| 1989 | Bloodhounds of Broadway    | John Wangle            |       |
| 1989 | Three Fugitives            | Inspector Tener        |       |
| 1989 | Just Like in the Movies    | Dean                   |       |
| 1990 | Young Guns II              | Hendry William French  |       |
| 1994 | Star Trek Generations      | John Harriman          |       |
| 1994 | Speed                      | Doug Stephens          |       |
| 1995 | Born to Be Wild            | Dan Woodley            |       |
| 1996 | Twister                    | Robert "Rabbit" Nurick |       |
| 1998 | Walking to the Waterline   | Duane Hopwood          |       |
| 2003 | Cheaper by the Dozen       | Bill Shenk             |       |
| 2007 | Kickin' It Old Skool       | Dr. Frye               |       |
| 2008 | Ghost Town                 | Padre fantasma         |       |
| 2008 | Eavesdrop                  | Casper                 |       |
| 2008 | The Happening              | Director de la escuela |       |
| 2008 | InAlienable                | Dr. Proway             |       |
| 2008 | Star Trek: Of Gods and Men | John Harriman          |       |
| 2009 | I Love You, Beth Cooper    | Mr. Cooverman          |       |
| 2009 | Don't You Forget About Me  | Él mismo               |       |
| 2010 | Extraordinary Measures     | Pete Sutphen           |       |
| 2012 | Goats                      | Dr. Eldridge           |       |
| 2012 | Shanghai Calling           | Marcus Groff           |       |
| 2016 | Carnage Park               | Sheriff Wyatt Moss     |       |
| 2016 | Dreamland                  | Walter                 |       |
| 2017 | War Machine                | Pat McKinnon           |       |
| 2018 | Gringo                     | Jerry                  |       |
| 2018 | Sierra Burgess Is a Loser  | Sr. Burgess            |       |
| 2019 | Captive State              | Charles Rittenhouse    |       |
| 2023 | The Burial                 | Mike Allred            |       |

### Televisión
| Año       | Título                                   | Rol                             | Notas                                                                                      |
| --------- | ---------------------------------------- | ------------------------------- | ------------------------------------------------------------------------------------------ |
| 1984      | Hard Knox                                | Frankie Tyrone                  | Película para televisión                                                                   |
| 1989      | The Famous Teddy Z                       | Sheldon Samms                   | Episodio: "Teddy Sells the House"                                                          |
| 1990–1991 | Going Places                             | Charlie Davis                   | 19 episodios                                                                               |
| 1993      | Picket Fences                            | Patrick Gatwood                 | Episodio: "Unlawful Entries"                                                               |
| 1994      | Daddy's Girls                            | Lenny                           | 3 episodios                                                                                |
| 1995      | Muscle                                   | Dr. Marshall Jones              | 13 episodios                                                                               |
| 1995–1996 | Mad About You                            | Lance Brockwell                 | 4 episodios                                                                                |
| 1996      | The Outer Limits                         | Howard Sharp                    | Episodio: "Unnatural Selection"                                                            |
| 1996–2002 | Spin City                                | Stewart Bondek                  | Elenco principal; 140 episodios                                                            |
| 1998      | From the Earth to the Moon               | Tom Dolan                       | Episodio: "Spider"                                                                         |
| 1998      | The Ransom of Red Chief                  | Ambrose Dorset                  | Película para televisión                                                                   |
| 2002      | Scrubs                                   | Mr. Bragin                      | Episodio: "My Lucky Day"                                                                   |
| 2006      | Stargate Atlantis                        | Dr. Fletcher                    | Episodio: "The Real World"                                                                 |
| 2007      | Drive                                    | John Ashton                     | Episodio: "Unaired Pilot"                                                                  |
| 2007      | Medium                                   | Albert Bunford                  | Episodio: "Second Opinion"                                                                 |
| 2007      | Ghost Whisperer                          | Steve Sinclair                  | Episodio: "Bad Blood"                                                                      |
| 2007–2011 | Greek                                    | Dean Bowman                     | 6 episodios                                                                                |
| 2008      | Eureka                                   | Dr. Hood                        | Episodio: "Best In Faux"                                                                   |
| 2008      | Boston Legal                             | Wayne Davidson                  | Episodio: "Kill, Baby, Kill!"                                                              |
| 2008-2014 | Psych                                    | Phil Stubbins / Ruben Leonard   | Episodios: "Gus Walks Into a Bank", "Remake A.K.A. Cloudy... With a Chance of Improvement" |
| 2009-     | Ruby & the Rockits                       | Martin Wexler                   | Episodio: "We Are Family?"                                                                 |
| 2010      | Numbers                                  | Arnold Winslow                  | Episodio: "Growin' Up"                                                                     |
| 2009      | Cougar Town                              | Frank Miller                    | Episodio: "Two Gunslingers"                                                                |
| 2010      | CSI: Miami                               | Dr. Allan Beckham               | Episodio: "Show Stopper"                                                                   |
| 2010      | CSI: Crime Scene Investigation           | Buddy Mills                     | Episodio: "Unshockable"                                                                    |
| 2010      | Persons Unknown                          | Charlie Morse                   | 13 episodios                                                                               |
| 2010      | Rules of Engagement                      | Dr. Greenblatt                  | Episodio: "The Four Pillars"                                                               |
| 2010      | Justified                                | Roland Pike                     | Episodio: "Long in the Tooth"                                                              |
| 2010      | NCIS: Los Angeles                        | Donald Wexling                  | Episodio: "Borderline"                                                                     |
| 2011      | Fringe                                   | Dr. Krick                       | Episodio: "Os"                                                                             |
| 2011      | Five                                     | Sam Jarente                     | Película para televisión                                                                   |
| 2012–2013 | Bunheads                                 | Hubbell Flowers                 | 3 episodios                                                                                |
| 2012      | Ben and Kate                             | Director Geoff Feeney           | Episodio: "Bad Cop/Bad Cop"                                                                |
| 2012      | Hawaii Five-0                            | Brian Slater                    | Episodio: "Ohuna"                                                                          |
| 2013      | Burn Notice                              | Max Lyster                      | Episodio: "Reckoning"                                                                      |
| 2013      | NCIS                                     | Ward Davis                      | Episodio: "Gut Check"                                                                      |
| 2013      | Hot in Cleveland                         | Reverendo Lare                  | Episodio: "Magic Diet Candy"                                                               |
| 2013      | Zombie Night                             | Joseph                          | Película para televisión                                                                   |
| 2014      | Intelligence                             | Jonathan Cain                   | Episodio: "Cain and Gabriel"                                                               |
| 2015      | Hindsight                                | Harry Lavigne                   | Episodio: "…Then I’ll Know"                                                                |
| 2015      | The Whispers                             | Alex Myers                      | 4 episodios                                                                                |
| 2015      | Major Crimes                             | Agente Especial Jerry Shea      | Episodio: "Hostage to Fortune"                                                             |
| 2016      | The Middle                               | Mr. Kershaw                     | 2 episodios                                                                                |
| 2016      | Cooper Barrett's Guide to Surviving Life | Mark Barrett                    | Episodio: "How to Survive Your Parents' Visit"                                             |
| 2016      | The Catch                                | Gordon Bailey                   | 2 episodios                                                                                |
| 2016      | El exorcista                             | Henry Rance                     | 10 episodios                                                                               |
| 2016      | The Loud House                           | Lord Tetherby / Policía (voces) | Episodio: "Out on a Limo"                                                                  |
| 2018–2023 | Succession                               | Connor Roy                      | Elenco principal                                                                           |
| 2018      | My Dinner with Hervé                     | Stu Chambers                    | Película para televisión                                                                   |
| 2018      | Dirty John                               | John Dzialo                     | Episodio: "One Shoe"                                                                       |
| 2019      | One Day at a Time                        | Lawrence Schneider              | Episodio: "The Man"                                                                        |